# Shawn Martinbrough
Shawn Martinbrough (né en avril 1971 à Harlem) est un dessinateur de bande dessinée américain.
Diplômé de la School of Visual Arts en 1993, ce dessinateur réaliste est connu pour Le Maître voleur (en) (Thief of Thieves), un comic book policier écrit par Robert Kirkman et publié depuis 2012 par Image Comics.